# Pentanoate d'éthyle
Le pentanoate d'éthyle ou valérate d'éthyle est l'ester de l'acide pentanoïque et de l'éthanol, de formule semi-développée CH3(CH2)3COOCH2CH3, utilisé dans l'industrie alimentaire et dans la parfumerie comme arôme (odeur fruitée comme la pomme). 